# 1764
- Wikisource

| Calendário gregoriano                                                        | 1764 MDCCLXIV                       |
| Ab urbe condita                                                              | 2517                                |
| Calendário arménio                                                           | 1213 – 1214                         |
| Calendário bahá'í                                                            | -80 – -79                           |
| Calendário budista                                                           | 2308                                |
| Calendário chinês                                                            | 4460 – 4461 Início a 2 de fevereiro |
| Calendário copta                                                             | 1480 – 1481                         |
| Calendário etíope                                                            | 1756 – 1757                         |
| Calendários hindus - Vikram Samvat - Calendário nacional indiano - Cáli Iuga | 1819 – 1820 1685 – 1686 4864 – 4865 |
| Calendário Holoceno                                                          | 11764                               |
| Calendário islâmico                                                          | 1178 – 1179                         |
| Calendário judaico                                                           | 5524 – 5525                         |
| Calendário persa                                                             | 1142 – 1143                         |
| Calendário rúnico                                                            | 2014                                |
| Calendário solar tailandês                                                   | 2307                                |

1764 (MDCCLXIV, na numeração romana)  foi um ano bissexto do século XVIII  do actual Calendário Gregoriano, da Era de Cristo, e as suas letras dominicais foram  A e G (52 semanas), teve início a um domingo e terminou a uma segunda-feira.
| Ano completo                       |
| ---------------------------------- |
| Ano bissexto com início ao domingo |

## Eventos
- 21 de Fevereiro - O Tribunal de King's Beach declara John Wilkes culpado por ter editado Essay on a Woman e reeditado o número 45 do North Briton.
- 11 de Abril - O tratado entre a Rússia e a Prússia garante as constituições vigentes da Polónia e da Suécia e assegura tanto o controle da eleição do monarca polaco como a ação conjunta contra os nacionalistas.
- 31 de Maio - Deflagra um violento incêndio na Alfândega de Lisboa.
- 7 de Setembro - Stanislas Poniatowski, o protegido da Rússia, é eleito rei da Polónia.
- 30 de Setembro - Em Portugal, são criadas medidas legislativas contra o contrabando.
- 26 de Novembro - A Companhia de Jesus (Jesuítas) é proibida na França.
- 24 de Dezembro - Alvará que autoriza João Baptista Locatelli a estabelecer uma fábrica de grude em Lisboa.
- Grande Terramoto na ilha do Faial, Açores.
- Edificação da Ermida de Nossa Senhora da Paz em Vila Franca do Campo, ilha de São Miguel.
- Lei do Açúcar: aumentava os impostos que os colonos deviam pagar sobre o melaço, o vinho, o café, a seda e o linho em seus portos.

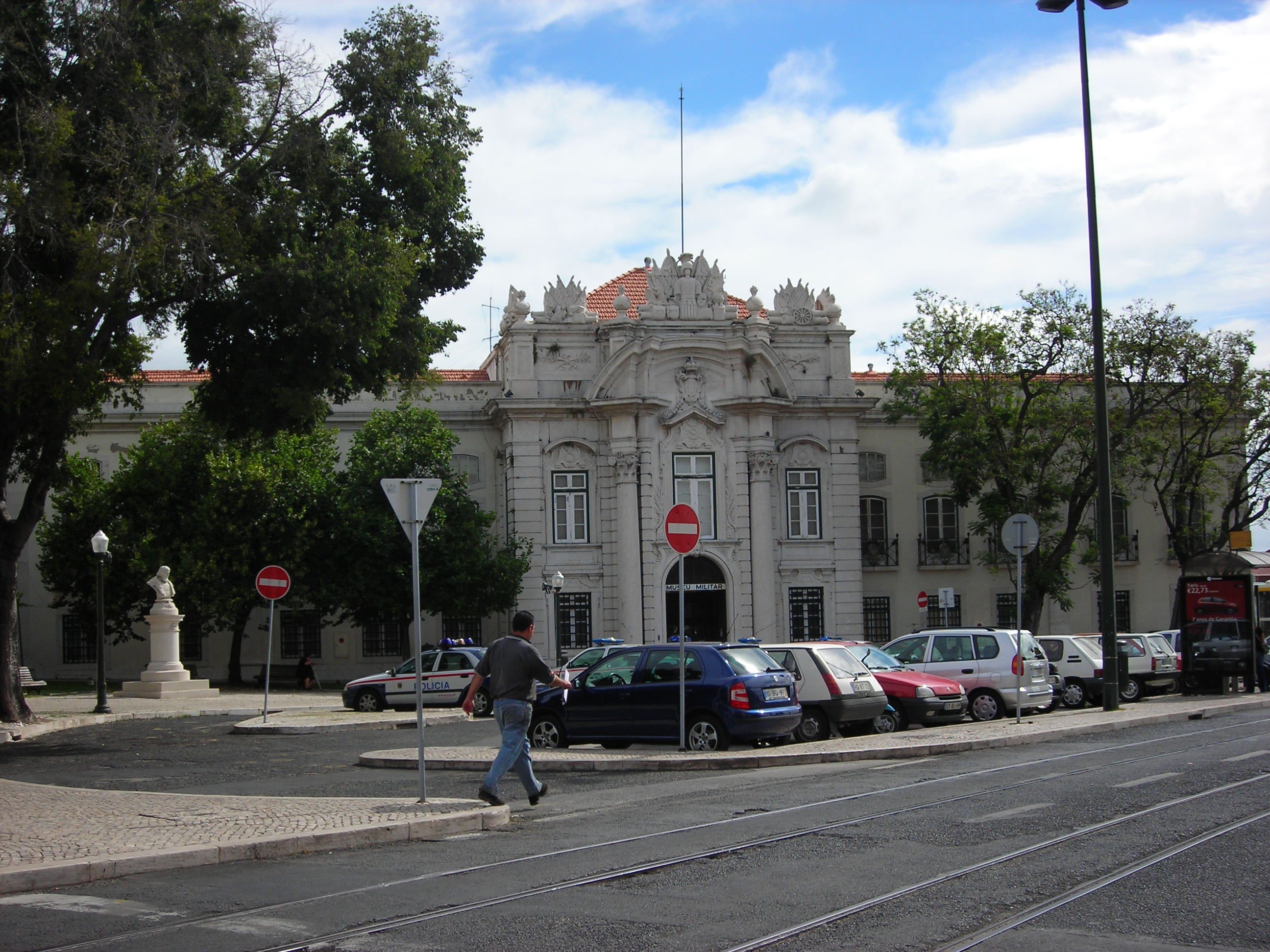
Antiga porta do Arsenal Real do Exército, actualmente Museu da Artilharia e Museu Militar de Lisboa.

## Política, economia, direito e educação
- Em Março, é criado o Arsenal Real do Exército em Portugal.
- Em Junho, cria-se uma fábrica de cutelaria em Lisboa.
- Em Outubro, criam-se fábricas de pentes, marfim, caixas de papelão, verniz e lacre em Portugal.
- Catarina II da Rússia confisca os domínios eclesiásticos e passa a pagar ordenado aos clérigos, privando-os assim da sua força política.
- Reunião torna-se uma colónia da Coroa Francesa.
- Louis Antoine de Bougainville proclama francesas as ilhas Falkland (Malvinas).
- Cesare Beccaria Bonesana - Sobre Crimes e Castigos.
- É fundada a Universidade de Brown, em Providence (Rhode Island), nos Estados Unidos.
- Há uma intensificação da indústria portuguesa.

## Ciência e tecnologia
- Joseph Black descobre os fenómenos do calor latente e do calor específico.
- Johann Georg von Zimmermann - Sobre as Descobertas da Medicina.
- James Hargreaves inventa a máquina de fiar de vários fios ao mesmo tempo.
- Publica-se em Lisboa o Diário Universal da Medicina, Cirurgia e Farmácia.

## Cultura
- Johann August Ernesti edita as obras de Políbio.
- Johann Joaquim Winckelmann - História da Arte Antiga.
- A Sociedade Diletante, em Londres, envia três dos seus membros à Grécia e à Ásia Menor a fim de proceder a estudos sobre a Antiguidade.
- Adam Anderson - As Origens do Comércio.

## Filosofia e religião
- Charles Bonnet - Contemplação da Natureza.
- A obra de Thomas Reid Investigação sobre a Mente Humana relativamente aos Princípios dos Senso Comum funda a escola filosófica do realismo naturalista.
- Voltaire - Dicionário Filosófico.
- Edificação da Ermida de Nossa Senhora da Paz em Vila Franca do Campo, ilha de São Miguel, Açores.
- 11 de setembro – Fundação da Irmandade dos Escravos de Nossa Senhora na freguesia da Serreta com o fim das hostilidades da Guerra Fantástica sem que a ilha Terceira sofresse qualquer arremetida, os subscritores do voto de 1762 reuniram-se novamente na Igreja de São Jorge das Doze Ribeiras e em acto solene criaram a nova irmandade.

## Pintura, escultura e arquitectura
- Jean-Antoine Houdon - S. Bruno (esultura)
- O Panteão em Paris começa a ser construído.
- Construção da Igreja Paroquial de Vermoim

## Nascimentos
- 25 de Março - Jesuíno do Monte Carmelo, pintor brasileiro. (m. 1819).
- 3 de Maio - Isabel de França, irmã do Rei Luís XVI de França (m. 1794).
- 19 de Junho - José Artigas, herói nacional do Uruguai. († 1850)
- 6 de Outubro - Carlos Frederico Lecor, Visconde da Laguna († 1836)
- 8 de Novembro - Barbara Juliane von Vietinghoff, Baronesa de Krüdener. († 1764)
- 10 de Novembro - Andrés Manuel del Río, químico mexicano. († 1849)

## Mortes
- 3 de Maio - Francesco Algarotti, filósofo, crítico e escritor de ópera italiano. (n. 1712)
- 15 de Agosto - Dom João de São José de Queirós, 4º Bispo do Pará (n. 1711)
- 26 de Outubro - William Hogarth, pintor inglês. (n. 1697)
- 20 de Novembro - Christian Goldbach, matemático prussiano (n. 1690)
- John Kay, inventor inglês. (n. 1704)

## Por tema
- 1764 na ciência
- 1764 na literatura